# Coupe d'Europe féminine de rink hockey 2008-2009
Navigation
Coupe d'Europe féminine 2007-2008 Coupe d'Europe féminine 2009-2010
La Coupe d'Europe féminine de rink hockey 2008-2009 est la 3e édition de la compétition européenne de rink hockey entre équipes de club.

## Participants
Ce sont 14 équipes européennes qui participent à la compétition:
- Biescas Gijón Hockey Club
- Igualada Hockey Club
- Club Pati Voltregá
- Club Sportif Noisy-le-Grand RS
- US Coutras Rink-Hockey
- RSC Cronenberg
- TUS Düsseldorf-Nord
- CR Ebolitana Sporting Hockey
- AS Bassano Hockey 54
- SPV Vecchia Viareggio
- Hóquei Clube do Marco
- Rollhockeyclub Diessbach
- Juventus Montreux HC
- RSV Weil am Rhein

## Phase préliminaire
La phase préliminaire est une tour à élimination directe joué en matchs aller-retour, qui se disputent le 28 février et le 7 mars 2009. Le champion d'Europe en titre Voltregá et le club de Gijón sont dispensés de cette phase préliminaire.
| Équipe 1          | Score   | Équipe 2       | Aller | Retour |
| ----------------- | ------- | -------------- | ----- | ------ |
| CS Noisy-le-Grand | forfait | CRESH Eboli    | -     | -      |
| US Coutras        | 17-2    | RHC Diessbach  | 10-0  | 7-2    |
| RSC Cronenberg    | 13-14   | SPV Viareggio  | 5-8   | 8-6    |
| Igualada HC       | 6-2     | TUS Düsseldorf | 3-0   | 3-2    |
| Weil am Rhein     | 7-14    | AS Bassano     | 3-5   | 4-9    |
| Juventus Montreux | 6-5     | HC Marco       | 4-3   | 2-2    |

## Phase de qualification
Le phase préliminaire se déroule les 4 et 25 avril 2009 en matchs aller-retour.
| Équipe 1          | Score | Équipe 2      | Aller | Retour |
| ----------------- | ----- | ------------- | ----- | ------ |
| CS Noisy-le-Grand | 3-7   | CP Voltregá   | 2-4   | 1-3    |
| Juventus Montreux | 7-9   | US Coutras    | 5-4   | 2-5    |
| Igualada HC       | 9-2   | AS Bassano    | 5-0   | 4-2    |
| Biescas Gijón     | 13-3  | SPV Viareggio | 6-1   | 7-2    |

## Final four
Les deux demi-finales du final four se déroulent le 8 mai 2009. Le match pour la troisième place et la finale sont disputés le lendemain. Trois équipes espagnoles et une équipe française sont parvenues à se qualifier pour le final four.
| Tour            | Équipe 1      | Score | Équipe 2    |
| --------------- | ------------- | ----- | ----------- |
| Demi-finale     | CP Voltregá   | 5-3   | US Coutras  |
| Demi-finale     | Biescas Gijón | 1-0   | Igualada HC |
| Troisième place | US Coutras    | 3-1   | Igualada HC |
| Finale          | Biescas Gijón | 1-0   | CP Voltregá |